# Segudet
Segudet (a veces escrito Cegudet) es un núcleo de población de Andorra, perteneciente a la parroquia de Ordino.

## Geografía
Está situado a 1327 m s. n. m., en la orilla derecha del río de Cegudet.
En el año 2015 contaba con 45 habitantes.